# Базилевич Григорій Іванович
Григо́рій Іва́нович Базиле́вич (1759, село Боромля Охтирського полку — 26 лютого 1802, Москва) — український військовий лікар, хірург. Перший клінічний професор у Російській імперії. Один із засновників Петербурзької медико-хірургічної академії.

## Біографія
Народився у селі Боромля — нині Тростянецького району Сумської області. Переїхав на Гетьманщину, де навчався в Києво-Могилянській академії. Згодом закінчив Харківський колегіум. Пізніше перебрався до Московії, де 1785 року закінчив Петербурзьке медико-хірургічне училище. Навчався закордоном (Страсбурзький університет), де одержав ступінь доктора медицини. 1791 року захистив докторську дисертацію «De systemate resorbente», яка згодом була перекладена в Петербурзі російською мовою.
Після чергового переїзду до Московії працював (від 1795) професором патології та терапії при Петербурзькому медико-хірургічному училищі.
Запровадив клінічні палати при військових шпиталях. Розробив інструкції для професорів, план переобладнання Московського госпіталю, медико-хірургічного училища, правила призначення ректорів, план реорганізації вищої медичної школи. Як секретар Медичної колегії сприяв поширенню медичної освіти.